# Plus/Minus

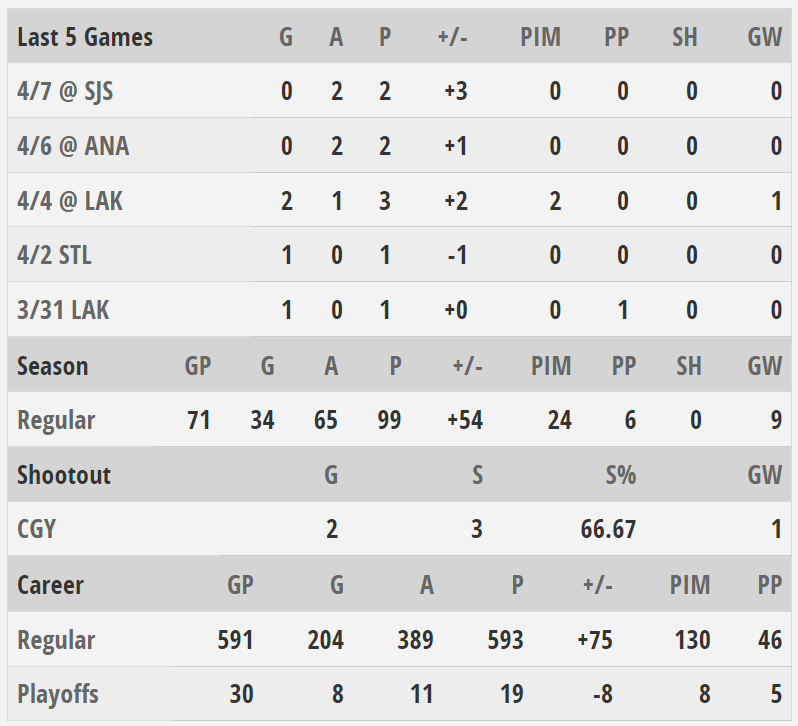
Saisontabelle des Spielers Johnny Gaidreau

Plus/Minus (abgekürzt als +/−) ist eine Statistik beim Eishockey, die für einen Feldspieler die Differenz von Toren und Gegentoren angibt, die gefallen sind, während er auf dem Eis war.
Der Plus/Minus-Wert eines Feldspielers erhöht sich jedes Mal um eins, wenn ein Tor für seine Mannschaft fällt und er gerade auf dem Eis ist. Gleichwohl verringert er sich jedes Mal um eins, wenn ein Tor für die gegnerische Mannschaft fällt, während er auf dem Eis ist. Beides gilt allerdings nur, wenn die entsprechende Mannschaft das Tor nicht in einer Überzahlsituation (Powerplay) erzielt. Tore, die per Penalty Shot erzielt werden, gehen ebenfalls nicht in die Plus/Minus-Statistik ein.
Die Statistik kann als ein Teilaspekt dafür herangezogen werden, die Defensivstärke eines Spielers zu beurteilen, da für die Offensivleistung eher Tore und Vorlagen zur Bewertung des Spielers herangezogen werden.
Die Canadiens de Montréal waren die erste Mannschaft, die die Plus/Minus-Statistik geführt hat (in den 1950er Jahren). Andere Mannschaften folgten Anfang der 1960er Jahre. Im Jahr 1968 startete die NHL offiziell die Aufzeichnung dieser Statistik und seit 1983 vergibt sie jährlich den NHL Plus/Minus Award an den Spieler, der den höchsten Plus/Minus-Wert hat. Am häufigsten (6-mal) hat Bobby Orr von den Boston Bruins die Plus/Minus-Statistik angeführt. Allerdings war dies, bevor der NHL Plus/Minus Award vergeben wurde.
Eine vergleichbare Auszeichnung vergibt auch die finnische SM-liiga: die Matti-Keinonen-Trophäe.